# Daniel Dunglas Home
Vous lisez un « bon article » labellisé en 2010.
Daniel Dunglas Home (se prononce « Houme » ; 20 mars 1833 à Currie, Écosse - 21 juin 1886 dans le 16e arrondissement de Paris) est un médium et voyant écossais, devenu célèbre au cours du XIXe siècle grâce à de nombreuses exhibitions de ses prétendus dons de lévitation et de médiumnité. Il était aussi soi-disant capable de produire à volonté des claquements et des cognements dans les maisons.
Adolescent, Home quitte l'Écosse avec sa tante et son oncle pour s'établir dans le Connecticut, aux États-Unis. Devenu célèbre sur le continent américain, il voyage en Europe à partir de 1855 et y fait des centaines de démonstrations, dont plusieurs devant des personnalités victoriennes et françaises. Il meurt en France des suites d'une tuberculose.
L'écrivain et médecin Arthur Conan Doyle et le chimiste William Crookes ont jugé que Home était un authentique médium, alors que l'écrivain et parapsychologue Frank Podmore, l'illusionniste Milbourne Christopher et l'illusionniste James Randi ont jugé qu'il était un fraudeur.

## Biographie
La mère de Daniel Home, Elizabeth Home (née McNeill), est connue en Écosse pour ses dons de prophétesse, tout comme plusieurs de ses ancêtres, tels son grand-oncle Colin Uruqhart et son oncle McKenzie. Ce don est souvent vu comme une malédiction, puisqu'il sert à annoncer les catastrophes,. Le père de Home, William, est probablement un fils illégitime d'Alexander, 10e Earl of Home, car ce dernier a fait plusieurs paiements pour subvenir aux besoins de Daniel. Elizabeth et William se marient alors que William est âgé de 19 ans, et qu'il travaille à la papeterie de Balerno en Écosse. Le couple emménage dans l'une des petites maisons mises à la disposition des employés de la papeterie, à Currie (à 9,7 km au sud-ouest d'Édimbourg). William est décrit comme un homme « amer, morose et triste », qui boit et agresse souvent sa femme. Elizabeth met au monde huit enfants : six garçons et deux filles, qui ne sont pas tous recensés auprès des autorités de l'époque. L'aîné, John, travaille à la papeterie de Balerno et devient directeur d'une papeterie à Philadelphie. Mary se noie dans un cours d'eau en 1846, à l'âge de 12 ans, et Adam meurt à 17 ans alors qu'il naviguait vers le Groenland. Daniel aurait annoncé sa mort lors d'une vision cinq mois plus tôt,.

### Enfance en Écosse
Daniel, né le 20 mars 1833, est le troisième enfant d'Elizabeth. Il est baptisé le 14 avril 1833, trois semaines après sa naissance, par le révérend Somerville à l'église paroissiale de Currie. À l'âge d'un an, il est perçu comme un enfant fragile au « tempérament nerveux », et est confié à la sœur d'Elizabeth, Mary Cook, qui n'a pas d'enfant. À ce moment, elle vit avec son mari dans le village côtier de Portobello, à 4,8 km à l'est d'Édinbourg. Selon Home lui-même, un jour, dans son berceau, à la maison des Cook, il a une première vision de la mort d'un cousin qui vit à Linlithgow, à l'ouest d'Édimbourg,.

### Jeunesse aux États-Unis
Entre 1838 et 1841, la tante et l'oncle de Daniel Home migrent aux États-Unis avec leur fils adoptif. Ne pouvant se payer le prix d'un billet pour une cabine, ils prennent place dans la cale du navire. De New York, les Cook se rendent à Greeneville, quartier de Norwich dans le Connecticut, où ils s'installent dans un appartement. Daniel, qui a les cheveux roux et des taches de rousseur, fréquente l'école de Greeneville, où il est surnommé « Scotchy » (terme familier pour désigner un Écossais) par les autres élèves. Âgé de 13 ans, il ne pratique aucun sport avec ses camarades, préférant marcher dans les bois environnants avec son ami Edwin. Chacun récite la bible à l'autre et conte des histoires. Ils passent un pacte selon lequel, si l'un des deux meurt, l'autre doit tenter d'entrer en contact avec le premier après sa mort. Home et sa tante déménagent à Troy dans l'État de New York, à environ 250 km de Greeneville,. Home perd alors le contact avec Edwin jusqu'à une certaine nuit où, selon Lamont, il voit Edwin, brillant, se tenant debout au pied de son lit. Daniel Home comprend alors que son ami est mort. Quelques jours plus tard, une lettre annonce la mort d'Edwin des suites d'une dysenterie maligne, mort survenue trois jours avant la vision de Home.
Quelques années plus tard, Home et sa tante retournent à Greeneville, alors que sa mère, Elizabeth, immigre aux États-Unis avec ses enfants qui ont survécu et s'établit à Waterford dans le Connecticut, à 19 km de la maison des Cook. La réunion de Daniel et de sa mère est courte, celle-ci prédisant sa propre mort, qui survient en 1850. Daniel Home affirme avoir vu sa mère lors d'une vision : « Dan, à midi », l'heure de sa mort,. Après la mort d'Elizabeth, Home s'intéresse à la religion. Sa tante est presbytérienne et croit que la destinée de chacun est décidée à l'avance. Home préfère adhérer à la foi wesleyaniste qui affirme que chaque âme peut être sauvée. La tante de Home apprécie si peu le wesleyanisme qu'elle l'oblige à changer de foi pour le congrégationalisme, même si elle n'apprécie pas non plus cette croyance (mais cette Église est plus proche de ses convictions religieuses).
À cette époque, la vie à la maison familiale est perturbée par des claquements et des cognements semblables à ceux survenus deux ans plus tôt à la maison des sœurs Fox. Des ecclésiastiques sont appelés à la maison des Cook : un baptiste, un congrégationaliste et un wesleyaniste. Tous croient que Home est possédé par le Diable, alors que Daniel indique qu'il s'agit d'un don de Dieu. Selon Home, les cognements n'ont pas cessé et une table s'est mise à bouger toute seule, bien que sa tante y ait posé une bible et qu'elle s'y soit ensuite complètement accrochée,. Selon Lamont, les bruits incessants attirent l'attention des voisins des Cook, qui reçoivent en conséquence l'ordre de quitter la maison.

### Débuts de médium et de voyant

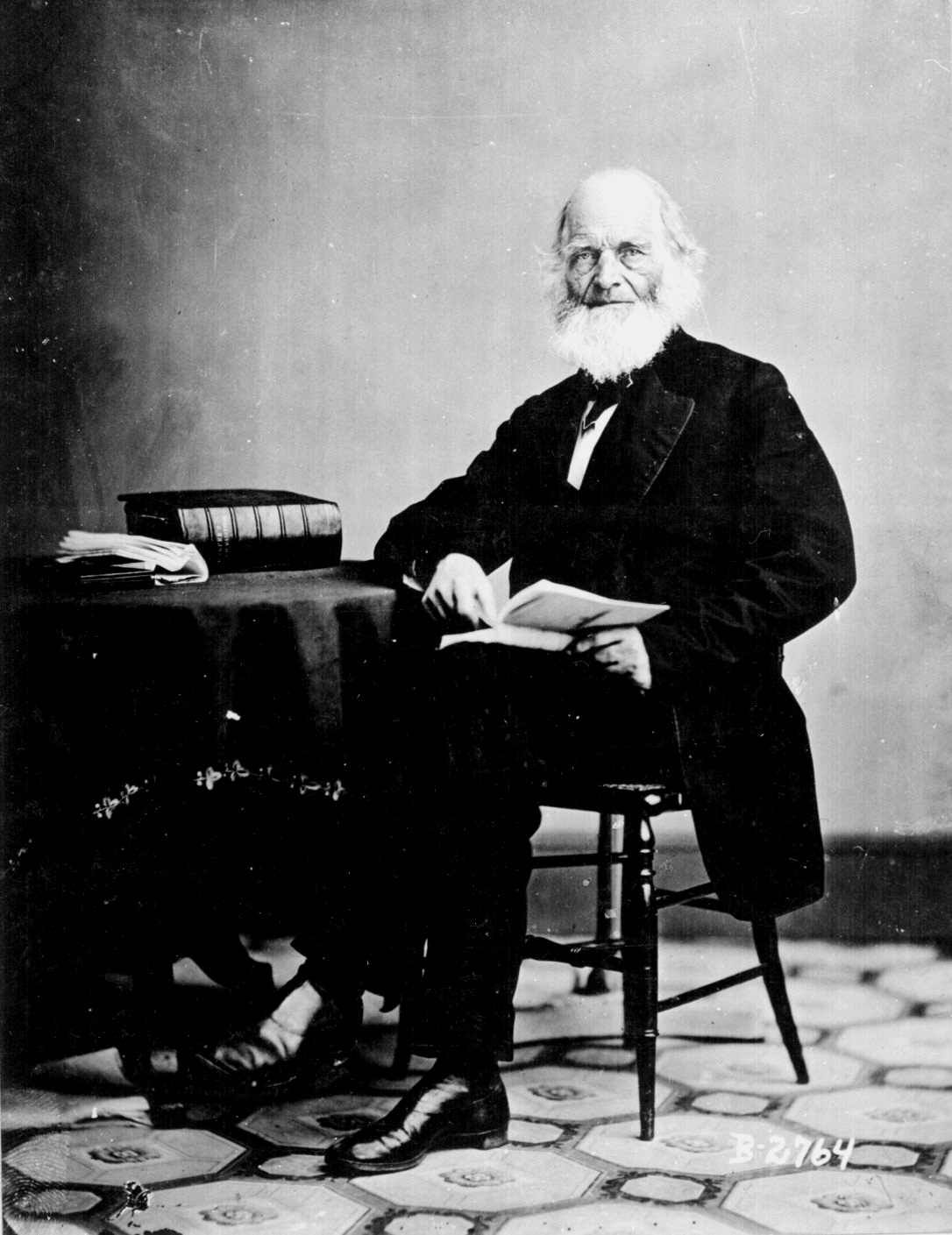
William Cullen Bryant, un poète et un éditorialiste du New York Evening Post qui a assisté à l'une des séances de Home.

À 18 ans, Home vit avec un ami à Willimantic puis à Lebanon, deux villes du Connecticut. Il tient sa première séance en mars 1851, à laquelle assiste W. R. Hayden, éditorialiste d'un journal à Hartford. Hayden écrit qu'une table s'est déplacée sans que personne n'y ait touché et qu'elle a continué à se déplacer même s'il a tenté physiquement de l'arrêter,. Une fois le reportage diffusé, Home devient renommé en Nouvelle-Angleterre, voyageant pour guérir les malades et parler avec les morts. Il a cependant écrit qu'il n'était pas prêt à ce brusque changement de vie, car il était timide.
Home, même s'il ne réclame jamais d'argent, vit confortablement, car il reçoit des cadeaux, des dons et l'hébergement d'admirateurs fortunés. Il croit qu'il est en « mission pour démontrer l'immortalité de l'âme », et souhaite s'adresser à ses clients comme un gentleman plutôt que comme un employé,. En 1852, il est invité à la maison de Rufus Elmer, à Springfield, dans le Massachusetts, y donnant de six à sept séances par jour, lesquelles sont suivies par des foules de curieux. Parmi les gens présents figurent un professeur de l'Université Harvard, David Wells, ainsi qu'un poète et un éditorialiste du New York Evening Post, William Cullen Bryant. Les deux sont convaincus de l'honnêteté de Home et ont écrit au journal The Republican de Springfield que la pièce est bien éclairée et que les inspections complètes sont permises. Ils écrivent également que : « Nous savons que nous n'avons pas été abusés ni trompés ». Il a également été rapporté que cinq hommes pesant au total 850 livres (386 kg) se sont assis sur une table, mais que cette dernière a continué à se déplacer, alors que d'autres ont vu « une lumière phosphorescente et tremblotante chatoyer sur les murs ». Home a été examiné par plusieurs personnes, tels que le professeur Robert Hare, un chimiste et un professeur universitaire, et un juge de la Cour suprême des États-Unis, John Worth Edmonds, qui sont sceptiques, mais ont plus tard affirmé qu'ils pensaient que Home ne dupait personne,.
Dans son livre Incidents in My Life (en français, Révélations sur ma vie surnaturelle), Home affirme qu'en août 1852, à South Manchester dans le Connecticut, à la résidence de Ward Cheney, entrepreneur ayant réussi dans la fabrication de la soie, il aurait été vu à deux reprises en lévitation, touchant ensuite le plafond, ces manifestations étant accompagnées de claquements et de cognements plus forts qu'auparavant, de déplacements de table et de bruits d'un navire affrontant une tempête en mer, mais les personnes présentes lors de ces manifestations paranormales ont affirmé que la pièce était mal éclairée,.

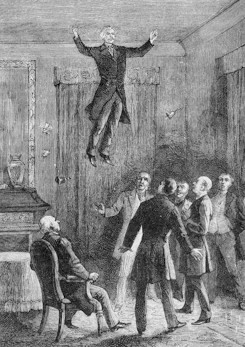
L'une des prétendues lévitations rapportées à la résidence de Ward Cheney est représentée artistiquement par cette lithographie dans l'ouvrage de Louis Figuier, Les Mystères de la science, 1887.

Le public new-yorkais s'intéressant maintenant à Home, il emménage dans un appartement du Bryant Park situé sur la 42nd street. Le critique le plus virulent à New York est William Makepeace Thackeray, l'auteur de Vanity Fair, un Britannique qui séjourne alors aux États-Unis. Thackeray rejette les pouvoirs de Home, les qualifiant de « pure fumisterie » et de « lugubre et ridicule supercherie », même si Thackeray a été impressionné lorsqu'il a vu une table tourner. Home croit que Thackeray est « le plus sceptique des enquêteurs » qu'il a jamais rencontré. Puisque Thackeray affirme publiquement sa position, Home doit faire face à un public plus sceptique et subit plus de vérifications. Pendant les mois qui suivent, Home voyage entre Hartford, Springfield et Boston, pour finalement s'établir à Newburgh près du fleuve Hudson à l'été 1853. Il réside au Theological Institute, mais ne prend part à aucune discussion théologique, car il veut suivre des cours de médecine. Le Dr Hull finance les études de Home, tout en lui proposant cinq dollars américains par jour pour des séances, mais Home décline pour les séances. Home envisage de financer ses séances avec un travail socialement légitime, c'est-à-dire la médecine, mais il tombe malade au début de l'année 1854 et cesse d'étudier. Il est atteint de la tuberculose : ses médecins lui recommandent du repos en Europe. Sa dernière séance sur le sol américain a lieu en mars 1855 à Hartford, avant qu'il n'embarque pour l'Angleterre, depuis Boston, sur le voilier Africa.

### Carrière en Europe
À son baptême, Home s'appelle « Daniel Home », mais à son arrivée en Europe, il change pour « Daniel Dunglas Home », faisant ainsi un lien avec la maison écossaise des Home, dont son père a affirmé faire partie. À Londres, Home découvre un adepte du spiritualisme, William Cox, qui possède un grand hôtel aux 53, 54 et 55 Jermyn Street. Cox est si enchanté par les talents de Home qu'il le laisse demeurer gratuitement à l'hôtel. Robert Owen, un réformateur âgé de 83 ans, demeure également à l'hôtel et présente Home à plusieurs de ses amis de la bonne société londonienne.
À cette époque, Home est décrit comme grand et mince, ayant des yeux bleus et des cheveux couleur auburn, habillé avec soin mais sérieusement atteint de la tuberculose. Néanmoins, il anime des séances en plein jour pour les notables, déplaçant des objets à distance. Parmi les premiers invités aux séances de Home se trouvent le scientifique David Brewster, les romanciers Edward Bulwer-Lytton et Thomas Adolphus Trollope et l'adepte des enseignements de Swedenborg James John Garth Wilkinson. Home parvient à convaincre la plupart des sceptiques, mais le poète Robert Browning est plus réticent. Après avoir assisté à une séance, Browning communique ses impressions dans le poème, peu flatteur, Sludge the Medium (1864). Sa femme, Elizabeth Barrett Browning, est convaincue que les phénomènes dont elle a été témoin sont authentiques et leurs discussions à propos de Home sont constamment sources de conflits.

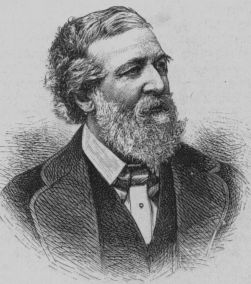
Le poète Robert Browning qui a rédigé Sludge the Medium.

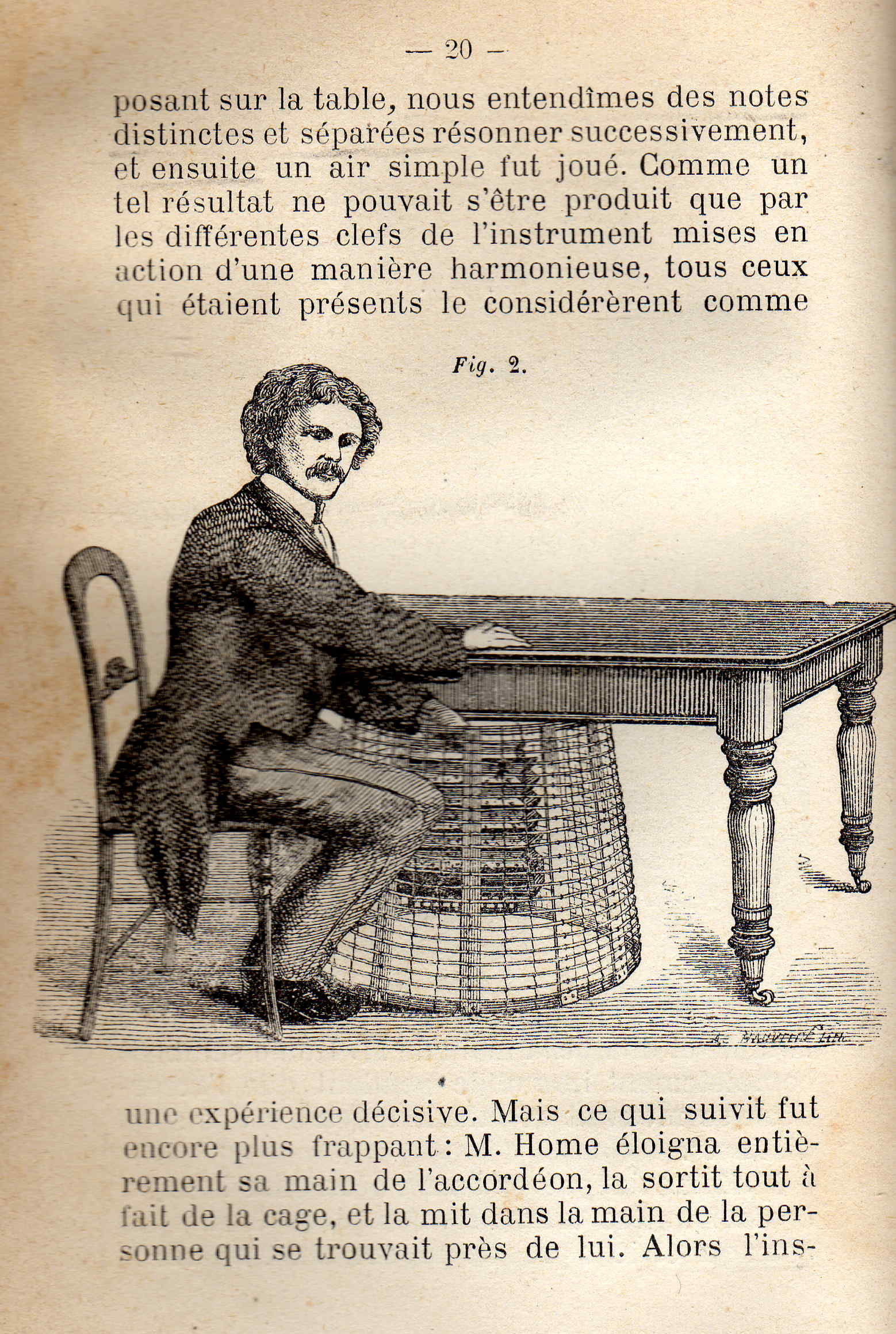
Compte rendu d'observations faites par William Crookes sur Daniel Dunglas Home. Nouvelles expériences sur la force psychique, publié dans les années 1870.

La réputation de Home croît, alimentée par ses prétendus exploits de lévitation. William Crookes affirme avoir vu à plus de 50 reprises Home léviter « sous une bonne lumière » (lumière de gaz), ce dernier s'élevant de sept à neuf pieds au-dessus du plancher. Les exploits de Home sont rapportés par Frank Podmore : « Tous nous l'avons vu s'élever lentement au-dessus du sol jusqu'à une hauteur de six pouces, s'y tenir pendant une dizaine de secondes, puis redescendre lentement ». Les années suivantes, Home voyage sur le continent européen, toujours en tant qu'invité d'admirateurs fortunés. À Paris, il est sommé de se produire aux Tuileries devant Napoléon III. Home s'est aussi exécuté devant la reine Sophie des Pays-Bas, laquelle a écrit :
En 1866, Mrs Lyon, une veuve fortunée, fait de Home son fils adoptif, lui donnant 30 000 £ dans le but de faciliter son introduction dans la haute société londonienne. Lorsqu'elle découvre que cette adoption ne change rien à sa position sociale, elle poursuit Home dans le but de récupérer l'argent versé, alléguant que Home l'a obtenu en utilisant ses pouvoirs psychiques. Selon la loi britannique de l'époque, le défendeur a le fardeau de la preuve dans un tel cas, et il est impossible de prouver quoi que ce soit puisqu'il n'y a aucune preuve physique. Home perd et est obligé de remettre l'argent à Mrs Lyon : la presse en profite pour s'attaquer à la réputation de Home. Cependant, ses relations dans la haute société croient qu'il s'est comporté en gentleman pendant la poursuite et il ne perd aucun ami d'importance,,,.
Home rencontre l'un de ses futurs amis intimes en 1867, Lord Adare et futur 4e Earl de Dunraven. Adare est fasciné par Home et commence à documenter les séances auxquelles il assiste. L'année suivante, Home aurait lévité par une fenêtre située au troisième étage et serait revenu par la fenêtre d'une pièce attenante devant trois témoins (Adare, le capitaine Wynne et Lord Lindsay).
Home s'est marié à deux reprises. Son garçon d'honneur est l'écrivain Alexandre Dumas. En 1858, il épouse Alexandria de Kroll, la fille de 17 ans d'un noble russe. Ils ont un fils, Gregoire, mais elle meurt d'une tuberculose en 1862. En octobre 1871, Home se marie une deuxième et dernière fois à Julie de Gloumeline, une Russe fortunée qu'il a rencontrée à Saint-Pétersbourg. Pour l'épouser, il se convertit à l'orthodoxie. À l'âge de 38 ans, Home cesse de faire des séances car sa santé décline et il affirme que ses pouvoirs viennent à lui manquer. Il souffre en effet de plus en plus de la tuberculose. Il meurt le 21 juin 1886 à 53 ans et son corps est enterré au cimetière ancien de Saint-Germain-en-Laye.

## Accueil et critiques

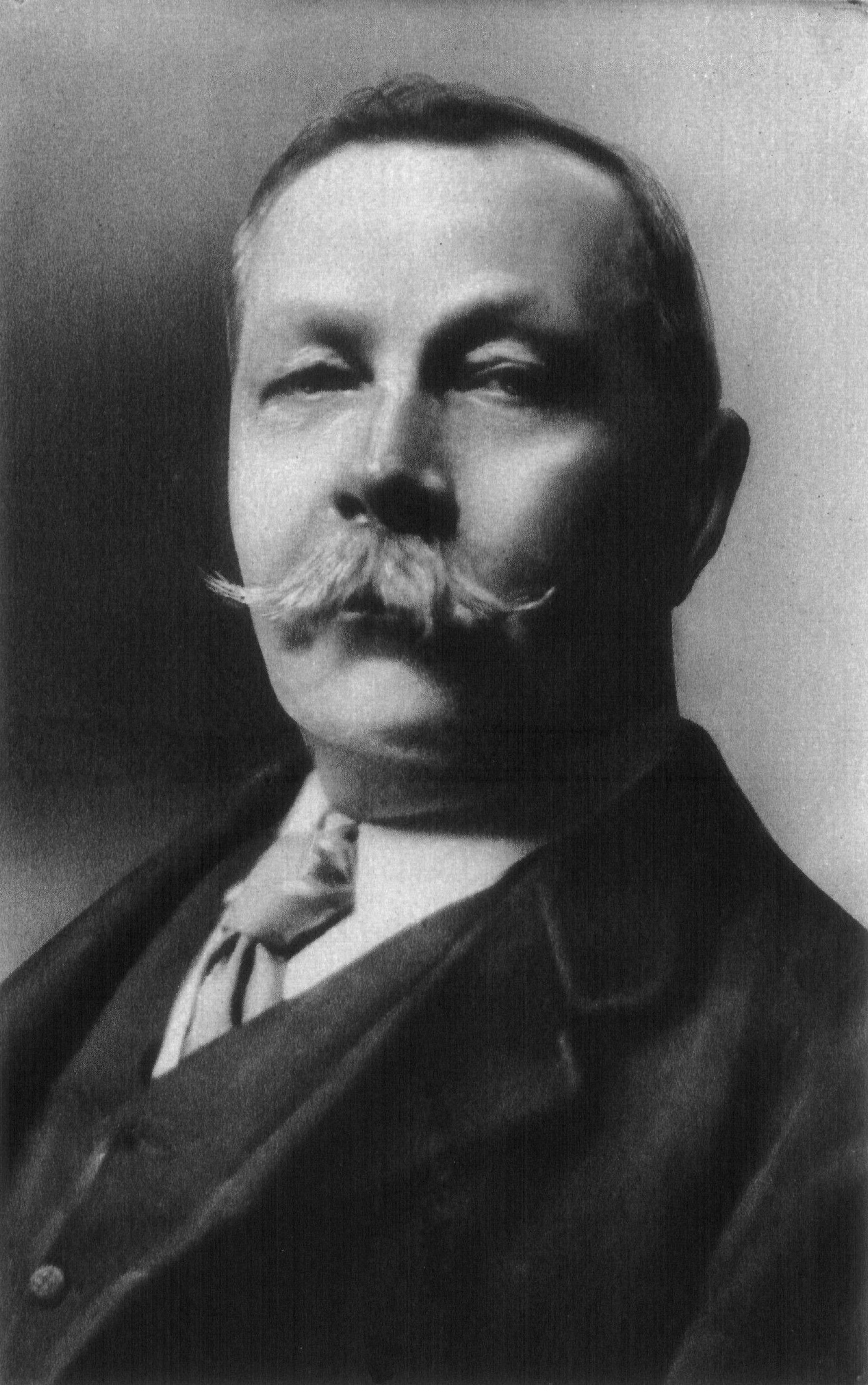
Arthur Conan Doyle s'est intéressé à Home, allant jusqu'à identifier quatre types de pouvoirs médiumniques chez lui.

Arthur Conan Doyle a affirmé que Home était peu commun car il manifestait quatre types de médiumnité : (1) direct voice (« voix franche, claire » : la capacité de laisser les esprits parler à voix haute), (2) trance speaker (« orateur en transe » : la capacité de laisser les esprits parler à travers soi), (3) clairvoyant (capacité de voir les choses hors de la vue) et (4) physical medium (capacité de déplacer des objets à distance ou de léviter).
Home était méfiant envers toute personne qui affirmait détenir des pouvoirs qu'il ne pouvait manifester, particulièrement les médiums qui prétendaient matérialiser des objets (tels les frères Eddy). Puisque ces médiums réalisaient leurs séances dans une pièce sombre, Home exigeait qu'ils se produisent en pleine lumière. Dans son Lights and Shadows of Spiritualism publié en 1877, Home détaille les tours employés par les faux médiums.
Lord Adare a déclaré que Home « sortait et entrait » par une fenêtre en position horizontale. « Il est encore entré [par la fenêtre], pieds devant, et nous sommes retournés dans l'autre pièce. Il faisait si noir que je ne pouvais voir comment il était soutenu,. » Podmore a remarqué que Home est toujours accompagné d'un homme assis qui lui fait face pendant les séances. Une dame a agi comme médium et a aidé Home lors des séances auxquelles a assisté Henrietta Ada Ward. Entre 1870 et 1873, le réputé chimiste William Crookes a mené des expériences pour tenter de valider les phénomènes produits par trois médiums : Florence Cook, Kate Fox et Home. Dans son rapport publié en 1874, Crookes a conclu que les phénomènes produits par les trois étaient authentiques, une conclusion qui fut raillée par la communauté scientifique. Crookes a noté qu'il avait vérifié Home en posant ses pieds sur ceux de Home. Cette méthode est cependant inadéquate, car Eusapia Palladino, par exemple, glissait ses pieds hors de ses robustes chaussures. Alexander von Boutlerow, professeur de chimie à l'Université de Saint-Pétersbourg et beau-frère de Home, a aussi publié des résultats favorables à Home.
Frank Podmore et Milbourne Christopher (en) ont spéculé sur les façons dont Home a pu tromper les spectateurs,. Quelques témoignages laissent croire que Home a souvent mené ses séances dans une pièce peu éclairée. Par exemple, un témoin affirme que : « La pièce était très sombre [...] Les mains de Home ressemblaient à une masse blanche et pâle ». L'intensité de l'éclairage lors des démonstrations de lévitation est variable, mais quelques témoins ont rapporté que la pièce était très sombre. Gordon Stein a tenté de découvrir comment Crookes a pu être trompé et a rapporté que Home a été découvert portant sur lui un flacon d'huile de phosphore. Lors d'un examen de Crookes, alors que Home « ne touche pas avec ses mains », il y a des objets juste en dessous de celles-ci : une petite boîte d'allumettes et une petite cloche. Le bras de la jauge de Crookes ne se « déplace » pas exactement, il tremble,. Des spectateurs et Crookes ont rapporté qu'un accordéon sur lequel Home jouait à distance était limité à seulement deux pièces : Home Sweet Home et The Last Rose of Summer. Les deux se jouent sur une seule octave : Home jouait de l'accordéon sous la table à l'aide d'une seule main. James Randi a affirmé que Home a été surpris à tricher à quelques occasions, mais que ces évènements n'ont jamais été rapportés. De plus, l'accordéon dont Home est supposé avoir joué est plutôt un instrument de bouche à une octave qu'il cachait sous son importante moustache. Randi a écrit que des instruments de bouche ont été découverts dans les affaires de Home après son décès. Selon Randi, William Lindsay Gresham a aperçu ces instruments vers 1960 dans la collection Home à la Society for Psychical Research (SPR). Par contre, Eric Dingwall, qui a catalogué les effets de la collection Home à son arrivée à la SPR, n'a pas remarqué de tels instruments. Lamont spécule qu'il est peu probable que Dingwall ait manqué de les apercevoir ou les aurait cachés.
En 1889, F. Merrifield, témoin visuel des exploits de Home, a rapporté dans le Journal of Psychical Research les tours de prestidigitation ainsi que les fraudes de Home,,.

## Publications
- (en) Daniel Dunglas Home, Incidents in My Life, 1863 (lire en ligne)
Réimpression en 2005 chez Adamant Media Corporation,  (ISBN 9781402159299)
Traduit en français : Révélations sur ma vie surnaturelle, 1863 (lire en ligne)
- (en) Daniel Dunglas Home, Lights and Shadows of Spiritualism, Cosimo Classics, 2007 (ISBN 9781602068179)